# JavaHelp
JavaHelp – rozwijany przez Sun Microsystems system pomocy, bardzo zbliżony funkcjonalnie do HTML Help (oba te systemy są często zaliczane do wspólnej kategorii HTML-based Help). Podstawową zaletą tego formatu jest międzyplatformowość, pozwalająca uruchamiać sporządzone za jego pomocą materiały wszędzie tam, gdzie istnieje wirtualna maszyna Javy. Wprawdzie JavaHelp jest pomyślana jako narzędzie do wykorzystywania online, niemniej jednak może być stosowane lokalnie.
Wsparcie dla systemu jest niezbyt duże, choć wśród firm kooperujących z Sunem są tak znane w branży przedsiębiorstwa, jak ForeFront, BlueSky, Quadralay czy WexTech Systems.